# Jacques Reuland
Jacob (Jacques) Reuland (Rotterdam, 8 juni 1918 - Zwolle, 5 april 2008) was een Nederlands componist, dirigent en muziekpedagoog.
Voor de ontwikkeling van het muziekonderwijs in Overijssel in de tweede helft van de 20e eeuw, en met name Zwolle, is Reuland van onschatbare waarde geweest. 

## Leven
Reuland was een zoon van arbeider Jacob Willem Reuland en Maria Geertruida Wolvekamp. Hij trouwde met Alberdiena (Dientje) Vegter die hij bij het administratiekantoor De Vereenigde Industrieën Rotterdam (V.I.R) had leren kennen. Ze kregen twee zoons: Eric, emeritus hoogleraar en professor in de geesteswetenschappen (Talen, literatuur en communicatie) aan de Rijksuniversiteit Utrecht, en Ruud, oud-directeur van de hogere hotelschool in Lausanne, de École hôtelière de Lausanne (EHL).

## Opleiding en werkzaamheden
Zijn ouders en het milieu daaromheen zagen een opleiding aan de HBS niet zitten en hij ging noodgedwongen naar de ULO. Reuland groeide op in een arm gezin en moest samen met zijn broer Henk al snel aan het werk. Hij studeerde boekhouden en correspondentie Engels-Nederlands en ging werken bij de V.I.R. Daar waar andere musici de Tweede Wereldoorlog als rem in hun loopbaan zagen, kreeg Reuland tijd genoeg om zijn muzikale talenten verder te ontwikkelen. Hij studeerde viool, piano en orgel in Rotterdam, harmonie- en fanfaredirectie bij Piet van Mever en koordirectie en compositie bij onder andere John Daniskas, Andries de Braal en Bernhard van den Sigtenhorst Meyer.
Reuland kon in 1946 als dirigent aan de slag van de Vriezenveense Harmonie te Vriezenveen (Twente) en gaf vanuit Almelo muzieklessen. In die tijd bouwde hij verder aan zijn loopbaan met steeds meer dirigentschappen bij koren en orkesten. Hij was tevens organist van de Klokkenbelt in Almelo, tegenwoordig een woonlocatie met een gezondheidscentrum. Docenten uit zijn Twentse periode, die liep tot 1963 waren Arend Koole (koordirectie), Hendrik Andriessen (compositie) en Piet Ketting (orgel). Hij behaalde ook het staatsexamen muziekgeschiedenis. Reuland was toen al docent theorie (muziekgeschiedenis en solfège) aan het Twentse Muzieklyceum, het latere ArtEZ Hogeschool voor de Kunsten en dirigent van het Toonkunstkoor Utrecht.
Van 1963 tot 1983 was Reuland directeur van het Stedelijk Muzieklyceum Zwolle (later ook onderdeel van ArtEZ). In die periode was hij de grote motor achter de omvorming van het muzieklyceum tot volwaardig conservatorium en achter de verhuizing in 1980 van het Conservatorium Zwolle naar een nieuw onderkomen in het volledig gerestaureerde voormalige klooster aan het Broerenplein te Zwolle waarvan de officiële opening op 16 januari van dat jaar was. 
In Zwolle dirigeerde Reuland ook jarenlang Toonkunstkoor Cecilia (1970-1998), en het Overijssels Kamerkoor.
Als componist ging Reuland zijn eigen weg, en was wars van ismen. Zijn composities zijn lyrisch van opzet en veelal geconcipieerd vanuit de kiemceltechniek en vocaliteit. Reuland schreef behalve concertmuziek tevens veel educatieve muziek.
Reuland was een belezen man. In al zijn toespraken haalt hij citaten aan van filosofen, schrijvers en kunstenaars. Citaten die hij op een treffende manier gebruikt en die zijn kritische blik op de mensheid en de daarmee gepaard gaande zorg, weer geven. In zijn Naschrift in Verzamelde toespraken (1975-1983), een persoonlijke uitgave, schrijft hij daar het volgende over:
“Het is 1986 en ik lees wat ik destijds meende te moeten zeggen. Het is 1986 en ik zou een toespraak wéér enten op mijn ostinate verweer tegen destructie en ontwaarding die zich in velerlei gedaantes in verhevigde mate presenteert. Het is 1986 en ik zou weer citeren uit de nalatenschap van hen naar wie (ik gebruik de imperatief) geluisterd moet worden!
Mijn toespraken hebben een gemeenschappelijke noemer  ….diepe zorg …. (sic)
Daarom … alles wat diep raakt moet steeds weer gezegd worden. 
Ceterum censeo… “

## Eerbetoon
- 1958: Visser-Neerlandiaprijs voor koorwerk Het Woord.
- 1982: Officier in de Orde van Oranje-Nassau
- 1998: Erepenning van de Gemeente Zwolle
- 1998: Overijsselse cultuurprijs

## Discografie
- CD (1998) - naar aanleiding van zijn tachtigste verjaardag - The forsaken merman, Fuji-Dichtungen, From the book of love, You and I en Trois chansons - Gioia9801
- CD (2001) - Canzoniere - ME2001
- CD Sempre l'amor van het Erasmus Kamerkoor met het werk Triade

## Enkele werken
- Quasi Niente voor orkest
- Aforismen voor pianosolo
- Magnificat
- Te Deum
- Stabat Mater (2x)

Voor een compleet overzicht van de werken van Reuland zie Lijst van composities van Jacques Reuland.
- International Standard Name Identifier: 0000 0000 4532 8131
- Library of Congress Control Number: no98045791
- Nederlandse Thesaurus van Auteursnamen: 069601267
- Virtual International Authority File: 9459898
- WorldCat: E39PBJq6T8BHQ73j6PP7bqp773